# Cratere Kul'
Kul' è un cratere sulla superficie di Callisto.